# Leadhillit
Leadhillit je svinčev sulfatno-karbonatno-hidroksidni mineral, pogost spremljevalec anglezita. Njegova idealna kemijska formula je Pb4SO4(CO3)2(OH)2. Leadhillit kristalizira v monoklinskem sistemu, vendar zaradi dvojčičenja razvije psevdo-heksagonalne oblike.  Kristali so prozorni do prosojni, različno obarvani in imajo diamanten lesk. Mineral je precej mehak z Mohsovo trdoto 2,5 in ima relativno visoko specifično težo 6,26 do 6,55.
Odkrit je bil leta 1632 v rudniku Susannah, Leadhills, grofija Lanarkshire, Škotska. Njegova polimorfa sta trigonalni suzanit in ortorombski macphersonit.  Ime je dobil leta 1832 po svojem tipskem nahajališču.
- Modri leadhillit iz rudnika Mammoth-Saint Anthony Mine, Arizona, ZDA
- Bledo sivo-modri leadhillit iz Tsumeba
- Leadhillite iz rudnika Beer Cellar Mine, Missouri, ZDA